# LGBT práva v Peru

Duhová mapa Peru

Lesby, gayové, bisexuálové a translidé (LGBT) se v Peru mohou setkávat s právními komplikacemi, které jsou pro většinové obyvatelstvo neznámé. Konsensuální sexuální aktivita mezi dospělými lidmi téhož pohlaví je legální. Nicméně domácnostem tvořeným páry stejného pohlaví se nedostává stejné právní podpory, jako je tomu v případě heterosexuálních párů.
V lednu 2017 vydal peruánský prezident Pedro Pablo Kuczynski dekret zakazující všechny formy diskriminace a zločinů z nenávisti motivovaných jinou sexuální orientací, nebo genderovou identitou. Účinným se stal ihned. Průlomový nález peruánského ústavního soudu z 9. ledna 2017 přiznal homosexuálnímu páru právo na registraci jejich stejnopohlavního manželství uzavřeného v roce 2010, v Mexico City. Jednalo se o Peruánce a Mexičana. Proti tomuto rozhodnutí bylo podáno odvolání a nyní se jím zabývá peruánský nejvyšší soud.
Homosexualita může být v Peru považovaná za důvod k rozvodu, nebo rozluky. Proti gayům a lesbám jsou taktéž často aplikovány mravnostní zákony. Postoj peruánské společnosti k homosexualitě je spíše nepřátelský, čemuž přispívá silná autorita katolické církve. V 80. letech vzniklo první LGBT hnutí s názvem Movimento Homosexual de Lima (MHOL) usilující o alespoň nepatrnou změnu v oblasti mediálního vnímání homosexuality. Otevřené LGBT osoby se v zemi však i nadále potýkají s šikanou ze strany veřejnosti, což je také důvodem toho, že se účastníci prvního festivalu Lima Pride v r. 2002 maskovali, aby jejich okolí nemohlo zjistit jejich skutečnou tvář.

## Zákonnost stejnopohlavní sexuální aktivity
Legální věk způsobilosti k pohlavnímu styku se v Peru v posledních letech několikrát změnil a stal se také subjektem několika politických debat. Po nálezu peruánského Ústavního soudu je od r. 2012 stanovený na 14 let bez ohledu na pohlaví nebo sexuální orientaci.

## Stejnopohlavní soužití
26. července 2010 oznámil kongresman a předseda peruánské vládní strany Alianza Popular Revolucionaria Americana José Vargas, že předloží návrh zákona o registrovaném partnerství. Ten pak na začátku roku 2011 zamítl Justiční výbor pro nekompatibilitu navržené legislativy s peruánskou ústavou.
Před konáním peruánských všeobecných voleb 2011 slibovali dva prezidentští kandidáti Keiko Fujimoriová a Alejandro Toledo, že v případě zvolení podpoří legalizaci registrovaného partnerství pro homosexuální páry. Ani jeden z nich však neuspěl. Vítěz voleb Ollanta Humala oznámil, že odmítá jakékoli oficiální uznání homosexuálních svazků. V dubnu 2014 obdržel kongresman Carlos Bruce petici s 10 tisíci podpisy za legalizaci registrovaného partnerství. Bruce, který sám navrhl takový zákon v září 2013. vyjádřil naději, že by přijetí zákona o registrovaném partnerství zlepšilo právní postavení LGBT Peruánců. 
Navržená legislativa se pak stala pevným bodem jednání Výboru pro spravedlnost a lidská práva 7. dubna, načež byla okamžitě odložená na jinou schůzi, která proběhne až po Velikonocích. V červnu 2014 se v Kongresu diskutovalo o několika návrzích garantujících určité právní uznání homosexuálních svazků. Carlos Bruce, který se sám veřejně přihlásil k homosexualitě, řekl, že udělá vše proto, aby jeho návrh zákona o registrovaném partnerství, který považuje za nejlepší variantu, měl při závěrečném hlasování přednost před ostatními verzemi. Nicméně nakonec se rozhodlo, že další osud registrovaného partnerství bude projednán až na příští parlamentní schůzi, která začne v srpnu, čímž se celá politická diskuze opět odložila.
V polovině prosince 2014 během posledního týdne parlamentní schůze bylo oznámeno, že se návrh zákona o registrovaném partnerství stane prioritou vládní agendy po Novém roce. Začátek další parlamentní schůze byl naplánován na březen 2015. 10. března odmítl Justiční výbor zákon o registrovaném partnerství v poměru 7:4 a 2 zdrženími se. Jeden ze zákonodárců sice požadoval znovuprojednání návrhu, ke kterému by mělo dojít 17. března, ale neuspěl kvůli nedostatečnému počtu zúčastněných. Z tohoto důvodu se začalo přemýšlet o přijetí alternativního návrhu o solidární unii, o které by se začalo jednat v časovém horizontu dvou týdnů. K tomu ale nakonec nedošlo. 14. dubna 2015 byl tento návrh nakonec zamítnut Justičním výborem, protože jej podpořily pouze dva hlasy.
Na konci listopadu 2016 znovupředložili dva kongresmani Carlos Bruce a Alberto de Belaunde ze středopravicové strany Peruánci pro změnu (Peruvians for Change) návrh zákona o registrovaném partnerství. Pod návrh se podepsalo několik politiků napříč celým spektrem, včetně Gino Costy, Sergio Dávily, Vicente Zeballose, Any Maríe Choquehunacové, Guido Lombardiho, Janet Sánchez Alvy, Juana Sheputa a peruánské viceprezidentky Mercedes Aráozové. Peruánský prezident Pedro Pablo Kuczynski otevřeně podpořil registrované partnerství během své kampaně.

## Stejnopohlavní manželství
14. února 2017 byl předložen návrh zákona o stejnopohlavním manželství, který podporovali kongresmani Indira Huilcová, Marisa Glaveová, Tania Perionová, Alberto Quintanilla, Manuel Dammert, Horacio Zaballos, Marco Arana a Edgar Ochoa ze strany Broad Front a Alberto Belaunde, Guido Lombardi a Carlos Bruce z Peruánců pro změnu (Peruvians for Change). Kongresmanka Hilcová řekla, že cílem legislativy není vytvořit nějaké privilegium pro homosexuální páry, nýbrž pouze dosáhnout rovnosti před zákonem. "Nic víc, nic míň." Návrh zákona o stejnopohlavních sňatcích obsahoval změnu článku 234 občanského zákoníku definující manželství jako trvalý a dobrovolný svazek dvou osob vznikajících jejich svobodnou vůlí a prohlášením o vstupu do něj.

### Uznávání zahraničních stejnopohlavních manželství
16. září 2016 rozhodla Rada pro evidenci obyvatel (National Registry of Identification and Civil Status - RENIEC) spravující peruánské matriky ve prospěch uznávání stejnopohlavních manželství uzavřených v zahraničí s tím, že takové sňatky, ačkoliv je peruánské vnitrostátní právo nerozeznává, žádným způsobem nenarušují mezinárodní právo a pořádek. V pozadí této kauzy stál homosexuální pár, který uzavřel v Belgii manželství, a dožadoval se, aby mu Peru přiznalo majetková práva. Peruánská matrika jejich žádosti odmítla vyhovět. 3. února rozhodl peruánský soud, že by v takovém případě mělo mít belgické právo přednost, před peruánským. Na základě tohoto postoje se nakonec podařilo Peru dosáhnout uznání jejich sňatku z hlediska majetkových práv. Matrika však i nadále trvala na tom, že jejich manželství nezaeviduje z důvodu porušování principů mezinárodního práva a pořádku podle mezinárodních dohod, k nimž Peru přistoupilo. V září rozhodl soud, že stejnopohlavní manželství uzavřené na základě belgických zákonů žádný způsobem nenarušuje mezinárodní právo, protože v některých zemích už jsou takové sňatky legální. Ve zdůvodnění soud také zdůraznil princip přednosti belgického práva před peruánským, protože se jednalo o manželství uzavřené na základě belgických zákonů. Díky tomuto se homosexuálním párům, které uzavřely manželství v zahraničí, podařilo docílit registrace jejich sňatku v Peru, včetně přiznání majetkových práv.

## Vojenská služba
Do roku 2009 bylo osobám, kteří mají pohlavní styk s osobami téhož pohlaví, zakázáno sloužit v armádě a u policie. V případě, že se prokázalo porušení tohoto pravidla, hrozil dotyčným trest odnětí svobody v délce trvání dvou měsíců až 20 let a okamžité propuštění ze služebního poměru. V prosinci 2009 rozhodl peruánský ústavní soud, že homosexuální nebo bisexuální orientace, včetně stejnopohlavní sexuální aktivity, nesmějí být považovány za nezpůsobilost jednotlivce vykonávat profesi vojáka, nebo policisty.

## Dárcovství krve
V červenci 2015 vydalo peruánské ministerstvo zdravotnictví v reakci na odmítnutí dárcovství krve od homosexuální ženy kvůli její sexuální orientaci rozhodnutí, v němž je jasně uvedeno, že jiná sexuální orientace nesmí být důvodem k odmítnutí dárce.

## Životní podmínky

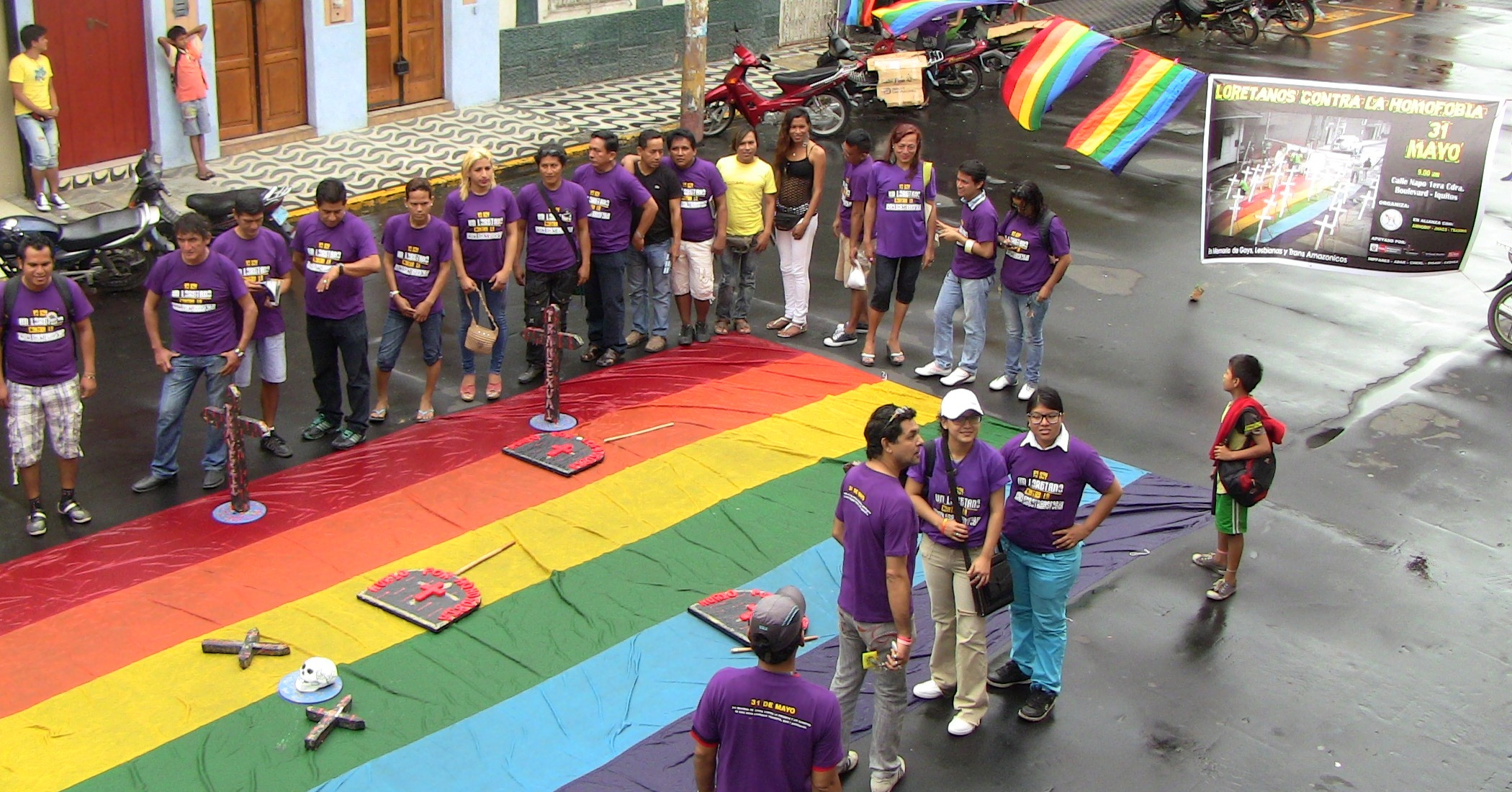
Protest proti homofobii, Iquitos

Peruánská společnost má obecně tendenci zaujímat vůči LGBT minoritě spíše odmítavý postoj. Římskokatolická církev má v zemi velký vliv a místní společenské normy vycházejí z katolické morálky. Nicméně se i tak podařilo docílit určitých změn k akceptaci a toleranci podobně, jako v mnoha zemích světa. Současná legislativa a soudní rozhodnutí přiznávají LGBT lidem více a více práv, včetně práva darovat krev, změnit si své úřední pohlaví, práva sloužit otevřeně v armádě a práva na ochranu před diskriminací.
V květnu 2015 publikoval PlanetRomeo, LGBT sociální síť, první index gay spokojenosti (Gay Happiness Index GHI). Gayové ze 120 zemí byli tázáni na to, zda se cítí dobře ve společnosti, jaké mají zkušenosti ve vztahu s jinými lidmi, a jak hodnotí kvalitu svého života. Peru se umístilo na 87. místě s výsledkem 24.

### Festivaly hrdosti

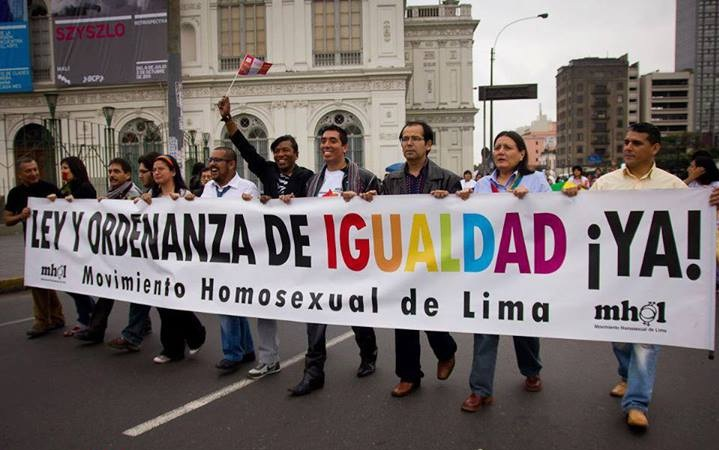
The Movimiento Homosexual de Lima, Lima Pride 2011

Každoroční festivaly hrdosti sexuálních menšin se v Peru konají v Limě, Arequipě, Trujillu, Chiclayu, Iquitos, Piuře, Cuzcu a Callau.

### Vzdělávání
V roce 2016 se podařilo do celostátních školních osnov včlenit témata jiné sexuální orientace, genderu a sexuální výchovy. Sexuální orientace je oficiálně popisovaná jako emoční a sexuální přitažlivost, včetně schopnosti zamilovat se, vůči jiné osobě. Nejedná se o svobodnou volbu a nelze jí změnit. Obecně vzato však mívají peruánské učebnice tendenci interpretovat sexuální orientaci jako důsledek mnoha vlivů, a to nejen biologických, ale i sociálních a psychologických.

### Veřejné mínění
V srpnu 2010 byly zveřejněny výsledky průzkumu, v němž se 8,3 % Peruánců vyslovilo pro stejnopohlavní manželství. Větší procento bylo mezi lidmi žijícími v Limě a mladšími ročníky.
Podle průzkumu Pew Research Center, uskutečněného mezi 13. listopadem a 16. prosincem 2013, by 14 % Peruánců souhlasilo se stejnopohlavním manželstvím, zatímco 81 % by bylo proti.
Průzkum ILGA, uskutečněný mezi 18. dubnem a 20. červnem 2014, ukázal 18 % podporu stejnopohlavního manželství u peruánského obyvatelstva. 79 % bylo proti.

## Životní podmínky
| Legální stejnopohlavní styk                                                             | (1924)     |
| Stejný věk legální způsobilosti k pohlavnímu styku pro obě orientace                    | (2012)     |
| Anti-diskriminační zákony v zaměstnání                                                  | (2017)     |
| Anti-diskriminační zákony v přístupu ke zboží a službám                                 | (2017)     |
| Anti-diskriminační zákony v ostatních oblastech (homofobní urážky, zločiny z nenávisti) | (2017)     |
| Stejnopohlavní manželství                                                               | (Navrženo) |
| Jiná forma stejnopohlavního soužití                                                     | (Navrženo) |
| Adopce dítěte partnera                                                                  | No         |
| Společná adopce dětí stejnopohlavními páry                                              | No         |
| Gayové a lesby smějí otevřeně sloužit v armádě                                          | (2009)     |
| Možnost změny pohlaví                                                                   | (2016)     |
| Přístup k umělému oplodnění pro lesbické ženy                                           | No         |
| Náhradní mateřství pro gay páry                                                         | No         |
| MSM smějí darovat krev                                                                  | Yes        |